# Geferson
Geferson Cerqueira Teles (Lauro de Freitas, 13 mei 1994) is een Braziliaans voetballer die bij voorkeur als linksback speelt. Hij staat onder contract bij SC Internacional, waar hij in 2014 doorstroomde vanuit de eigen jeugdopleiding.

## Clubcarrière
Op achtjarige leeftijd begon Geferson met voetballen bij EC Vitória. In 2011 trok hij naar SC Internacional, waar hij drie jaar later bij het eerste elftal aansloot. Op 14 februari 2015 debuteerde de linksachter voor de hoofdmacht in de Campeonato Gaúcho tegen SER Caxias do Sul. Op 23 mei 2015 debuteerde hij onder coach Diego Aguirre in de Braziliaanse Série A tegen Vasco da Gama.

## Interlandcarrière
Geferson kwam uit voor Brazilië –17. Op 29 mei 2015 werd hij door bondscoach Dunga opgeroepen voor een plaats in de selectie van het Braziliaans voetbalelftal voor de Copa América 2015 als vervanger van de geblesseerde Marcelo. Hij had op dat moment nog geen interland voor Brazilië op A-niveau gespeeld.

## Statistieken
| Seizoen | Club             | Competitie | Wedstrijden | Doelpunten |
| ------- | ---------------- | ---------- | ----------- | ---------- |
| 2015    | SC Internacional | Série A    | 2           | 0          |